# Tour della nazionale maschile di rugby a 15 della Nuova Zelanda 1903
La selezione della Nuova Zelanda di rugby si recò in tournée in Australia nel periodo giugno/agosto 1903.
Il tour fu preceduto da un'amichevole contro la provincia di Wellington.

## Il team
- Manager: A.C. Norris
- Capitano: Jimmy Duncan

| Giocatore              | Ruolo              | Provincia di origine |
| ---------------------- | ------------------ | -------------------- |
| William Wallace        | Estremo            | Wellington           |
| Albert (Arapeta) Asher | Ala                | Auckland             |
| Duncan McGregor        | Ala                | Canterbury           |
| Robert Wylie McGregor  | Centro             | Auckland             |
| John Stalker           | Centro             | Otago                |
| John (Billy) Stead     | Mediano d'apertura | Southland            |
| James Duncan           | Mediano d'apertura | Otago                |
| Morris Edwin Wood      | Mediano d'apertura | Canterbury           |
| Arthur Humphries       | Mediano di mischia | Taranaki             |
| Henry Kiernan          | Mediano di mischia | Auckland             |
| Loftus Armstrong       | Terza linea        | Wairarapa            |
| Reuben Cooke           | Terza linea        | Canterbury           |
| Bernard Fanning        | Seconda linea      | Canterbury           |
| Dave Gallaher          | Tallonatore        | Auckland             |
| Fred Given             | Terza linea        | Otago                |
| Andrew Long            | Avanti             | Auckland             |
| Archie McMinn          | Terza linea        | Wairarapa            |
| George Nicholson       | Terza linea        | Auckland             |
| Harry Porteous         | Avanti             | Otago                |
| Jack Spencer           | Terza linea        | Wellington           |
| George Tyler           | Tallonatore        | Auckland             |
| Dan Udy                | Tallonatore        | Wairarapa            |

## Risultati
(nota: I match di questa stagione vengono decisi sulla base dei punti segnati. Una meta valeva 3 punti, la sua trasformazione altri due. La realizzazione di un calcio di punizione: tre punti. Il drop e il calcio da mark: 4 punti. 

### Incontro preliminare
| Wellington 11 luglio 1903 | Nuova Zelanda XV | 5 – 14 | Wellington Province | (Athletic Park) |

### Incontri del tour
| Sydney 18 luglio 1903 | New South Wales | 0 – 12 | Nuova Zelanda XV | (Cricket Ground) |

| Bathurst 22 luglio 1903 | Combined Western Distr. | 7 – 47 | Nuova Zelanda XV | Bathurst Ground |

| Sydney 25 luglio 1903 | New South Wales | 0 – 3 | Nuova Zelanda XV | (Cricket Ground) |

| Sydney 29 luglio 1903 | Metropolitan Union | 3 – 33 | Nuova Zelanda XV | Sydney University Oval |

| Brisbane 1º agosto 1903 | Queensland | 0 – 17 | Nuova Zelanda XV | Exhibition Ground |

| Brisbane 5 agosto 1903 | Western Queensland | 0 – 29 | Nuova Zelanda XV | Exhibition Ground |

| Brisbane 8 agosto 1903 | Queensland | 0 – 28 | Nuova Zelanda XV | Exhibition Ground |

| West Maitland 12 agosto 1903 | Combined Northern Distr | 0 – 53 | Nuova Zelanda XV | Albion Cricket Ground |

| Sydney 15 agosto 1903 | Australia | 3 – 22 | Nuova Zelanda | (Cricket Ground) |

| Sydney 19 agosto 1903 | NSW Country | 0 – 32 | Nuova Zelanda XV | (Cricket Ground) |